# Арістобул III
Арістобул III (пом. 36 до н. е.) — останній представник Хасмонейської династії, син Александра Янная II, онук Арістобула II, брат Маріамни. Мав лише сан первосвященика за часів правління Ірода Великого.

## Життєпис
Мав надзвичайну шану в народі через благородне походження та витончену зовнішність. Утім це викликало пересторогу в Ірода, який спочатку вирішив остаточно обійти Αрістобула, усунувши того від первосвященства. Тоді мати Αрістобула, Александра, домоглась завдяки втручанню Клеопатри та Марка Антонія усунення Ханамеєля від посади первосвященика та призначення замість нього Арістобула. Тоді, щоб убезпечити себе, Ірод вигадав особливу систему шпигунства, що стосувалась Арістобула та його матері. Постійний нагляд був таким тягарем для них, що вони бажали повернути собі свободу і з цією метою вирішили шукати захисту у Клеопатри. Однак їхні плани були викриті. Не наважуючись удатись до відкритого насильства, Ірод досягнув своєї мети, наказавши втопити Арістобула під час купання в Єрихоні.